# 株式分割
株式分割（かぶしきぶんかつ）とは、資本金を変えないで1株を細かく分割すること（株式併合の対義語）。株式会社が発行する株式の流通量を増加させたいときなどに利用される。新株発行の一種である。
- 会社法について以下では、条数のみ記載する。

## 沿革・歴史
以前は株式配当や無償交付、無償増資とも呼ばれており、商法上も株式分割と株式配当、無償交付は個別に規定が存在していたが、1991年の商法改正で株式分割に統一された。これは、｢株主の所有する株式が分割により増加すること｣と｢株主に対し持株数に応じて一定割合の株式を無償に交付すること｣が新株を発行するという点においては法的には同一の事象であるからと説明される。なお、2005年に成立、公布された新会社法では、185条で新たに株式無償割当てという概念が登場している。これは、種類株式が制度化されたのに伴い、異種の株式の交付を、従来の株式分割の概念でとらえることが困難になったためである。

## 概要
従来の株数を1とした比率で表され、例えば「1:3」の場合、1株に対して2株が無償で、基準日（183条2項1号）に株主名簿に記載された株主に対し配られることになる。持株数は3倍になるが、（理論的には）株価は1/3になるので、資産の総額（時価総額）自体は変わらず、またすべての株主の持株数が均等に増加するので、基本的に持分比率の変動もない。
よって、日本法においては、株式併合(180条2項)の場合と異なり、株主総会の特別決議(309条2項)までは法律上要求されず、取締役会設置会社においては、株主総会の通常決議すら不要で、取締役会の決議のみで分割が可能である（183条2項）。
株式分割が行われると、現に二以上の種類の株式を発行していなければ、発行可能株式総数を増加する定款の変更は、株主総会を経ることなく出来る（184条2項）。
実際の例では、1:1.1（かつての言い方でいう1割無償）などの形が多い。分割によって発生した単元株式数未満の株式については、会社への買取を請求することができる（株式買取請求権、192条1項）。

## 背景
株式分割は、単元単価が高値をつけており市場流動性が低下しているなどの状況がある場合、株式分割によって単元あたりの単価を縮小させることで市場流動性を向上させるために行われることが多い。
株式分割によって取得単価の縮小と全体株数の増加によって、市場流動性が高まり株式が取得しやすくなる等の効果がある。
功利的な側面としては、日本の証券行政としていわゆる自社株買いによる株主への利益還元が禁止されていた（金庫株の禁止、2001年の商法改正により解禁）ため、小口投資家対策や株価対策として株式分割と端株買取を組み合わせて使用されることがあった。
また2006年1月4日の制度改正以前では株式分割で取得単価の縮小により需要が増加しても、新株（株券）が市場に流通するまでに一定期間あったために、株価が上昇する場合があった（いわゆる株式分割バブル）。しかし、証券取引所からの通達で1：5以上の株式分割を抑止する方針が出されたことや、証券保管振替機構（ほふり）に預託された株券については2006年1月4日以降株式分割割当日の翌日を効力発生日とする等の制度改正によって株式分割による需給の空白期間が無くなったことから、需給を原因とする大幅な株価変動は少なくなった。
さらに、株券電子化で株券という物理的な制約がなくなることを受け、2007年には日本の株式市場全体として、取引単位となる単元株数を100株に統一するという方針が示された。これに沿って、取引単位が100株未満の上場企業では、株式分割と単元株の設定を合わせて行う動きが進められてきた。例えば、10株単元の企業が100株単元に移行する場合、1株を10株とする株式分割と同時に単元株を変更すれば、1株単位となっている株価の表記を除いて、株主の持分や市場での取引単位といったものへの実質的な変化はなく移行できる。
2024年1月からの新しいNISA導入に伴い、個人株主の増加に期待して株式分割を実施する企業も増加している。

## 株式分割をめぐる現代的問題
従来は、株式の額面額（券面額、株金額）や株券の発行コストが株式分割を法的にあるいは事実上限定する役割を果たしていたが（商法旧第166条2項）、額面株式が廃止され（2001年商法改正）、また、株券を必要としない制度（社債、株式等の振替に関する法律、なお会社法においては株券不発行が原則となっている）が整備されたことで、特に上場会社についてはほぼ無限定に株式分割をすることが可能になり、大幅な株式分割によって株価上昇をさせる手法が問題になった。特に2006年にはライブドアの粉飾決算事件に絡んで、同社の度重なる株式分割がクローズアップされ「現代の錬金術」と揶揄された。詳細は株式分割バブルを参照。

## 株式分割に関する記録（日本）
株式分割比率の日本における最大値の記録は次の通りである。

### 額面の最大比率
| 株の発行元                      | 市場         | 比率   | 分割日        | 備考                                       |
| ------------------------------- | ------------ | ------ | ------------- | ------------------------------------------ |
| ニューディール                  | 東証マザーズ | 1:1000 | 2004年2月1日  | 同時に1,000株を1単元とする単元株制度導入。 |
| 三菱UFJフィナンシャル・グループ | 東証一部     | 1:1000 | 2007年9月29日 | 同時に100株を1単元とする単元株制度導入。   |
| みずほフィナンシャルグループ    | 東証一部     | 1:1000 | 2009年1月4日  | 同時に100株を1単元とする単元株制度導入。   |

### 単元株を考慮した場合の実質の分割比率の最大値
| 株の発行元             | 市場           | 比率  | 分割日         | 備考 |
| ---------------------- | -------------- | ----- | -------------- | ---- |
| モスインスティテュート | 大証ヘラクレス | 1:100 | 2005年1月25日  |      |
| エッジ（現・LDH）      | 東証マザーズ   | 1:100 | 2003年12月24日 |      |
| シーマ                 | ジャスダック   | 1:101 | 2005年1月26日  |      |